# Théorème de Morera
En mathématiques, plus précisément en analyse complexe, le théorème de Morera (du nom du mathématicien italien Giacinto Morera) est « une réciproque utile du théorème intégral de Cauchy, » ou plus précisément de son ingrédient principal, le lemme de Goursat.
Il énonce qu'une fonction continue sur un ouvert est holomorphe dès que son intégrale le long de tout triangle inclus dans cet ouvert est nulle :

Soit U un ouvert du plan complexe et soit f une fonction à valeurs complexes continue sur U. Si, pour tout triangle T dont la frontière {\displaystyle \partial T} est incluse dans U, on a
{\displaystyle \int _{\partial T}f(z)~\mathrm {d} z=0}
alors f est holomorphe sur U. 